# Pat Barkerová
Pat Barkerová (* 8. května 1943, Thornaby-on-Tees) je britská spisovatelka. Ve svých románech zachycuje "komunitní paměť" Velké Británie 20. století.

## Životopis
Narodila se jako Patricia Margaret Drake svobodné matce a vychovávali ji prarodiče. Studovala mezinárodní historii na London School of Economics (1962-1965). Poté se věnovala pedagogické činnosti. Absolvovala kurz tvůrčího psaní a ovlivněna Angelou Carterovou začala publikovat.
S profesorem zoologie Davidem Barkerem (1923-2009) má dvě děti: syna Johna (* 1970) a dceru Annu (* 1974). Sňatek uzavřeli v roce 1978.

## Dílo
- Union Street, 1982
- Blow Your House Down, 1984
- The Century's Daughter, také známé pod jménem Liza's England; 1986
- The Man Who Wasn't There, 1989
- Regeneration:
  - Regeneration, 1991
  - The Eye in the Door, 1993
  - The Ghost Road, 1995
- Another World, 1998
- Border Crossing, 2001
- Double Vision, 2003
- Life Class, 2007
- Toby's Room, 2012

Trilogie byla v roce 1997 zfilmována - Regeneration v režii Gillies MacKinnonae.

## Ocenění
- 2008, Best of the Booker za The Ghost Road
- 2000, Řád britského impéria
- 1996, Booksellers' Association Author of the Year Award
- 1995, Booker Prize for Fiction za The Ghost Road
- 1994, Northern Electric Special Arts Prize za The Eye in the Door
- 1993, Guardian Fiction Prize za The Eye in the Door
- 1983, Fawcett Society Book Prize za Union Street